# كريستي وولف
كريستي وولف (بالإنجليزية: Christi Wolf)‏ هي لاعبة كمال أجسام وممثلة أمريكية، ولدت في 17 أبريل 1966 في كورنينغ في الولايات المتحدة.

## وصلات خارجية
- كريستي وولف على موقع CageMatch worker (الإنجليزية)
- كريستي وولف على موقع عالم المصارعة على الإنترنت (الإنجليزية)
- كريستي وولف على موقع عالم المصارعة على الإنترنت (الإنجليزية)
- كريستي وولف على موقع IMDb (الإنجليزية)
- كريستي وولف على موقع قاعدة بيانات الفيلم (الإنجليزية)